# Falkvik
Falkvik är en stadsdel i Sölvesborg. Stadsdelen angränsar till Sölvesborgs centrum, Sigersvik och Innerhamnen (under uppbyggnad).